# Población de Cerrato
Población de Cerrato è un comune spagnolo di 130 abitanti situato nella comunità autonoma di Castiglia e León.